# 달콤한 소금
달콤한 소금은 대한민국의 인디 밴드이다. (Sweet Salt, 달소)
특유의 목소리로 담담하게 깊은 감성을 전달하는 김정아 (14회 유재하음악경연대회 동상)와

어쿠스틱 기타, 퍼커션 및 프로듀싱을 맡고 있는 김손손으로 구성되었으며

어쿠스틱 사운드를 중심으로 따뜻하고 감성적인 음악을 들려준다.

## 멤버
- 보컬 - 김정아 (14회 유재하음악경연대회 동상)
- 프로듀서 - 김손손

## 음반목록

### •달콤한 소금 (2009년)
1. Sunshine
2. 오후에야
3. 다시 너의
4. 나 아직도 꿈꾸네

### •인생은 아름다워 (2010년)
1. 인생은 아름다워
2. 까망비
3. 고장난 시간
4. 그게 사랑

### •달무지개 (2011년)
1. 너를 만나러 가는 길
2. Sunshine(new ver.)
3. 잘 들어가고 있나요(feat. 조정치)
4. 뒤척뒤척
5. 발라아빌루(inst.)
6. 헤어지기 5분전(Remastered ver.)
7. 그래도 이별은 지나간다
8. 그때에는
9. 그게 사랑 (new ver.)
10. 프로포즈 (Remastered ver.)
11. Secret
12. Mr. Cajon(inst.)
13. 오후에야 (Irish ver.)
14. 그 여름날

### •달소나무(2014년)
1. 왜 그렇게 우린 힘들었을까 (Remasterd ver.)
2. 계절탓이야
3. 기다려 진다
4. 고장난 시간 (EP ver.)
5. 있을까
6. 계절탓이야 (Inst.)
7. 기다려 진다 (Inst.)
8. 고장난 시간 (EP ver.) (Inst.)

### •달콤한 소금 & 낭만유랑악단 크리스마스(2010.12.22)
1. 천사들의 노래가
2. 프로포즈
3. 다시보기

### •헤어지기 5분 전 (2011.2.18)
1. 헤어지기 5분전

### •오프더레코드 길에서 음악을 만나다 (2012.10.31)
1. 고장난 시간 (Live Ver.)
2. 그 여름날 (Live Ver.)

### •왜 그렇게 우린 힘들었을까 (2014.2.10)
1. 왜 그렇게 우린 힘들었을까
2. 왜 그렇게 우린 힘들었을까(inst.)

### •언젠간 이 비도 그치겠죠 (2016.3.4)
1. 언젠간 이 비도 그치겠죠
2. 언젠간 이 비도 그치겠죠(inst.)

### •가시나무 (2017.1.9)
1. 가시나무

### •잊을만하면 (2017.7.11)
1. 잊을만하면
2. 잊을만하면(inst.)

### •지금 우린(2018.2.11)
1. 지금 우린(feat. 우정훈)
2. 지금 우린(inst.)

### ·넌 지금도 충분히 빛나(2019.9.2)
1. 넌 지금도 충분히 빛나
2. 넌 지금도 충분히 빛나(inst.)